# Nehorići (gmina Pale)
Nehorići (cyr. Нехорићи) – wieś w Bośni i Hercegowinie, w Republice Serbskiej, w mieście Sarajewo Wschodnie, w gminie Pale. W 2013 roku liczyła 113 mieszkańców.